# Piana Crixia
Piana Crixia (A Ciana, ou A Ciâna en ligurien) est une commune italienne de moins de 1 000 habitants située dans la province de Savone, dans la région Ligurie, dans le Nord-Ouest de l'Italie.

## Administration
| Période                                  | Période | Identité | Étiquette | Qualité |
| ---------------------------------------- | ------- | -------- | --------- | ------- |
|                                          |         |          |           |         |
| Les données manquantes sont à compléter. |         |          |           |         |

### Communes limitrophes
Castelletto Uzzone, Dego, Merana, Pezzolo Valle Uzzone, Serole, Spigno Monferrato.